# Lijst van gemeentelijke monumenten in Nieuwkoop
De gemeente Nieuwkoop heeft 54 gemeentelijke monumenten. Hieronder een overzicht. 

## Korteraar
De plaats Korteraar kent 2 gemeentelijke monumenten:
| Object                                                                                | Bouwjaar | Architect | Locatie          | Coördinaten                   | Nr.                    | Afbeelding                                                                            |
| ------------------------------------------------------------------------------------- | -------- | --------- | ---------------- | ----------------------------- | ---------------------- | ------------------------------------------------------------------------------------- |
| Min of meer op een eilandje gelegen karakteristieke boerderij met gietijzeren hekken. | ca. 1850 |           | Korteraarseweg 1 | 52° 10' 46" NB, 4° 44' 11" OL | 0569/WN001 [dode link] | Min of meer op een eilandje gelegen karakteristieke boerderij met gietijzeren hekken. |
| Karakteristieke boerderij met leilinden aan de voorzijde.                             | ca 1850  |           | Korteraarseweg 3 | 52° 10' 45" NB, 4° 44' 13" OL | 0569/WN002 [dode link] | Karakteristieke boerderij met leilinden aan de voorzijde.                             |

## Langeraar
De plaats Langeraar kent 8 gemeentelijke monumenten:
| Object                                                                | Bouwjaar  | Architect | Locatie                                                                         | Coördinaten                   | Nr.                    | Afbeelding                                                            |
| --------------------------------------------------------------------- | --------- | --------- | ------------------------------------------------------------------------------- | ----------------------------- | ---------------------- | --------------------------------------------------------------------- |
| Markant liggend woonhuis representatief voor de bouwperiode ca. 1910. | 1910      |           | Langeraarseweg 9                                                                | 52° 11' 41" NB, 4° 43' 7" OL  | 0569/WN009             | Markant liggend woonhuis representatief voor de bouwperiode ca. 1910. |
| Boerderij, thans in gebruik als woonhuis.                             |           |           | Langeraarseweg 73 (Het huisnummer staat op het schuurtje niet op het woonhuis). | 52° 11' 31" NB, 4° 42' 28" OL | 0569/WN007             | Boerderij, thans in gebruik als woonhuis.                             |
| Voormalig rustoord, thans in gebruik als appartementencomplex.        |           |           | Langeraarseweg 82                                                               | 52° 11' 36" NB, 4° 42' 45" OL | 0569/WN008             | Voormalig rustoord, thans in gebruik als appartementencomplex.        |
| Dorpsboerderij                                                        | 1885.     |           | Langeraarseweg 120                                                              | 52° 11' 33" NB, 4° 42' 29" OL | 0569/WN003             | Dorpsboerderij                                                        |
| Karnmolen (buiten gebruik)                                            | 18e eeuw. |           | Langeraarseweg 144                                                              | 52° 11' 29" NB, 4° 42' 20" OL | 0569/WN004 [dode link] | Karnmolen (buiten gebruik)                                            |
| 1-Laags woonhuis met uitbouw aan de achterzijde.                      | 1890-1900 |           | Langeraarseweg 200                                                              | 52° 11' 21" NB, 4° 42' 1" OL  | 0569/WN005             | 1-Laags woonhuis met uitbouw aan de achterzijde.                      |
| Boerderij                                                             | 18e eeuw. |           | Langeraarseweg 264                                                              | 52° 11' 11" NB, 4° 41' 50" OL | 0569/WN006 [dode link] | Boerderij                                                             |
| Gerestaureerde boerderij                                              | 1890      |           | Smidskade 5-7                                                                   | 52° 11' 14" NB, 4° 41' 59" OL | 0569/WN010             | Gerestaureerde boerderij                                              |

## Nieuwveen
De plaats Nieuwveen kent 26 gemeentelijke monumenten:
| Object | Bouwjaar   | Architect | Locatie                                | Coördinaten                   | Nr.                    | Afbeelding |
| --- | ---------- | --------- | -------------------------------------- | ----------------------------- | ---------------------- | --- |
| Huize "Sassenoord" met daarachter gelegen beeldentuin is gebouwd in 1848 als pastorie voor de Nederlandse Hervormde gemeente in Nieuwveen. | 1848       |           | A.H. Kooistrastraat 130/Dorpsstraat 13 | 52° 11' 53" NB, 4° 45' 25" OL | 0569/WN011             | Huize "Sassenoord" met daarachter gelegen beeldentuin is gebouwd in 1848 als pastorie voor de Nederlandse Hervormde gemeente in Nieuwveen. |
| Twee woonhuizen gebouwd in 1937 onder invloed van de Amsterdamse- en Delftse School-architectuur. | 1937       |           | A.H. Kooistrastraat 136-138            | 52° 11' 50" NB, 4° 45' 15" OL | 0569/WN012             | Twee woonhuizen gebouwd in 1937 onder invloed van de Amsterdamse- en Delftse School-architectuur. |
| Voormalig gemeentehuis met garage gebouwd in 1937 onder invloed van de Amsterdamse- en Delftse School-architectuur. | 1937       |           | A.H. Kooistrastraat 140                | 52° 11' 50" NB, 4° 45' 13" OL | 0569/WN013             | Meer afbeeldingen |
| Voormalig gemeentesecretarie annex postkantoor/ woonhuis, gebouwd circa 1870. | circa 1870 |           | A.H. Kooistrastraat 144-146            | 52° 11' 49" NB, 4° 45' 12" OL | 0569/WN014 [dode link] | Voormalig gemeentesecretarie annex postkantoor/ woonhuis, gebouwd circa 1870. |
| Gedeeltelijk onderkelderde voormalige boerderij, thans woonhuis, genaamd "De Verwondering", met aan de linkerzijgevel aangebouwd zomerhuis, gebouwd volgens een gevelsteen in 1817.                                                                                                  | 1817       |           | A.H. Kooistrastraat 21                 | 52° 11' 49" NB, 4° 45' 19" OL | 0569/WN015             | Gedeeltelijk onderkelderde voormalige boerderij, thans woonhuis, genaamd "De Verwondering", met aan de linkerzijgevel aangebouwd zomerhuis, gebouwd volgens een gevelsteen in 1817.                                                                                                  |
| Woonhuis/dokterspraktijk gebouwd in het eerste kwart van de 19de eeuw bestaande uit een begane grond, en verdieping en een zolderverdieping, voorzien van een schilddak dat gedekt is met gesmoorde Hollandse pannen en waarvan de nok evenwijdig aan de straat loopt.               | 19e eeuw   |           | A.H. Kooistrastraat 31                 | 52° 11' 48" NB, 4° 45' 13" OL | 0569/WN016 [dode link] | Woonhuis/dokterspraktijk gebouwd in het eerste kwart van de 19de eeuw bestaande uit een begane grond, en verdieping en een zolderverdieping, voorzien van een schilddak dat gedekt is met gesmoorde Hollandse pannen en waarvan de nok evenwijdig aan de straat loopt.               |
| Complex van twee woningen, waarvan de huidige verschijningsvorm in het begin van de 20ste eeuw tot stand is gekomen met een oudere kern. In het object was voorheen een dokterspraktijk en apotheek gevestigd.                                                                       |            |           | A.H. Kooistrastraat 33                 | 52° 11' 48" NB, 4° 45' 12" OL | 0569/WN017             | Complex van twee woningen, waarvan de huidige verschijningsvorm in het begin van de 20ste eeuw tot stand is gekomen met een oudere kern. In het object was voorheen een dokterspraktijk en apotheek gevestigd.                                                                       |
| Twee beuken die de toegang markeren naar de gesloopte boerderij "DE LENTE". |            |           | bij Blokland 43 (bomen)                |                               | 0569/WN018             | Upload foto |
| Gedeeltelijk onderkelderde vrijstaande boerderij genaamd "KAZAN" die gebouwd is in het derde kwart van de 19de eeuw. |            |           | Blokland 28                            | 52° 12' 43" NB, 4° 46' 56" OL | 0569/WN019             | Upload foto |
| Gedeeltelijk onderkelderde vrijstaande boerderijÂ met een aangebouwd bakhuis uit het einde van de 19de eeuw genaamd "PETERSBURG". Het erf is gedeeltelijk bedekt met grind en door een pad bereikbaar vanaf de openbare weg. Links voor het pand staat een beschermenswaardige boom. |            |           | Blokland 41                            | 52° 12' 30" NB, 4° 46' 45" OL | 0569/WN020             | Gedeeltelijk onderkelderde vrijstaande boerderijÂ met een aangebouwd bakhuis uit het einde van de 19de eeuw genaamd "PETERSBURG". Het erf is gedeeltelijk bedekt met grind en door een pad bereikbaar vanaf de openbare weg. Links voor het pand staat een beschermenswaardige boom. |
| Gedeeltelijk onderkelderde vrijstaande boerderij genaamd "ODESSA" met een zomerhuis gebouwd in 1938. Het zomerhuis is door middel van een eenlaags tussenlid met plat dak met de boerderij verbonden.                                                                                |            |           | Blokland 52                            | 52° 13' 4" NB, 4° 47' 1" OL   | 0569/WN021             | Upload foto |
| Gedeeltelijk onderkelderde vrijstaande boerderij genaamd "RIGA" die gebouwd is in het midden van de 19de eeuw. Het erf is gedeeltelijk bedekt met grind en door een pad bereikbaar vanaf de openbare weg.                                                                            |            |           | Blokland 56                            | 52° 13' 18" NB, 4° 46' 60" OL | 0569/WN022             | Upload foto |
| Woonhuis met achtergelegen schuur, gebouwd met invloeden van de neo-renaissance en bestaande uit een begane grond en een zolderverdieping met een mansardekap haaks op de straat. | circa 1905 |           | Dorpsstraat 38                         | 52° 11' 54" NB, 4° 45' 28" OL | 0569/WN023 [dode link] | Upload foto |
| De Pastorie ligt in een parkachtige omgeving door een tuin met een grindpad gescheiden van de openbare weg en behorend bij de naastgelegen rooms-katholieke kerk |            |           | Dorpsstraat 41-43                      | 52° 11' 59" NB, 4° 45' 31" OL | 0569/WN024             | De Pastorie ligt in een parkachtige omgeving door een tuin met een grindpad gescheiden van de openbare weg en behorend bij de naastgelegen rooms-katholieke kerk |
| Vrijstaand boerderijcomplex genaamd de Sint Nicolaas Hoeve vernoemd naar de patroon van de R.K. Kerk die van ouds "Sint Nicolaas" was. |            |           | Hogendijk 1                            | 52° 11' 55" NB, 4° 45' 38" OL | 0569/WN025             | Meer afbeeldingen |
| Reeds in het midden van de 18de eeuw wordt een oversteekplaats genoemd aan het einde van de Oude Nieuwveenseweg. |            |           | Kattenbrug                             | 52° 11' 40" NB, 4° 44' 21" OL | 0569/WN026             | Upload foto |
| Gereformeerde kerk gebouwd in 1895 en op 22 december 1895 in gebruik genomen bestaande uit een begane grond en een zadeldak dat haaks op de weg staat. |            |           | Kerkstraat 2                           | 52° 11' 49" NB, 4° 45' 23" OL | 0569/WN027             | Upload foto |
| Hervormde Kerk uit 1831 met een begraafplaats. De toren werd in 1929 ingrijpend verbeterd en kreeg daardoor de huidige vorm. | 1831, 1929 |           | Kerkstraat 45                          | 52° 11' 45" NB, 4° 45' 28" OL | 0569/WN028             | Hervormde Kerk uit 1831 met een begraafplaats. De toren werd in 1929 ingrijpend verbeterd en kreeg daardoor de huidige vorm. |
| In het begin van de 20ste eeuw gebouwd gedeeltelijk onderkelderd winkel-woonhuis, thans woonhuis, bestaande uit een begane grond en een zolder verdieping die gedekt is met een platdak met dakschilden.                                                                             |            |           | Muggenlaan 10                          | 52° 11' 54" NB, 4° 45' 23" OL | 0569/WN029             | In het begin van de 20ste eeuw gebouwd gedeeltelijk onderkelderd winkel-woonhuis, thans woonhuis, bestaande uit een begane grond en een zolder verdieping die gedekt is met een platdak met dakschilden.                                                                             |
| Gedeeltelijk onderkelderd woonhuis gebouwd in 1913 op de fundamenten van een gesloopte woning ten behoeve van het wonen bij de sluis. |            |           | Nieuwveens Jaagpad 14                  | 52° 12' 22" NB, 4° 44' 6" OL  | 0569/WN030             | Upload foto |
| Voormalige boerderij met aangebouwd zomerhuis, gebouwd in de eerste kwart van de 19de eeuw en bestaande uit een begane grond en een zolderverdieping die gedekt is met een rietendak met wolfeinden.                                                                                 |            |           | Nieuwveens Jaagpad 20                  | 52° 12' 27" NB, 4° 44' 11" OL | 0569/WN031             | Upload foto |
| Voormalige graanmaalderij, thans in gebruik als kantoorpand. Het pand is gebouwd door de coöperatieve vereniging "Ons Belang". - |            |           | Oude Nieuwveenseweg 111/113            | 52° 11' 41" NB, 4° 44' 33" OL | 0569/WN032             | Upload foto |
| Gedeeltelijk onderkelderd woonhuis, gebouwd 1905-1910 dat bestaat uit een begane grond en een zolderverdieping met een samengesteld zadeldak waarvan het linkerdeel haaks op- en het rechterdeel evenwijdig aan de weg loopt.                                                        |            |           | Oude Nieuwveenseweg 20                 | 52° 11' 48" NB, 4° 45' 6" OL  | 0569/WN033             | Upload foto |
| Onderkelderd woonhuis dat behoorde bij een boerderij en die in 2001 geheel verbouwd is. |            |           | Oude Nieuwveenseweg 52                 | 52° 11' 46" NB, 4° 44' 50" OL | 0569/WN034             | Upload foto |
| Vrijstaande boerderij van het Zuid Hollandse type met een zomerhuis en houten boenhok waarvan het oudste deel is gebouwd in 1867 en de achterliggende stal in 1927. |            |           | Oude Nieuwveenseweg 70                 | 52° 11' 44" NB, 4° 44' 40" OL | 0569/WN035             | Vrijstaande boerderij van het Zuid Hollandse type met een zomerhuis en houten boenhok waarvan het oudste deel is gebouwd in 1867 en de achterliggende stal in 1927. |
| Vrijstaand voormalig stationsgebouw/ woonhuis aan de vroegere spoorlijn tussen Alphen aan den Rijn, Aarlanderveen, Nieuwveen, Uithoorn en Amsterdam. |            |           | Willem Pieter Speelmanweg              | 52° 11' 30" NB, 4° 45' 36" OL | 0569/WN036             | Vrijstaand voormalig stationsgebouw/ woonhuis aan de vroegere spoorlijn tussen Alphen aan den Rijn, Aarlanderveen, Nieuwveen, Uithoorn en Amsterdam. |

## Noordeinde
De plaats Noordeinde kent 1 gemeentelijk monument:
| Object                                                                                    | Bouwjaar                    | Architect    | Locatie             | Coördinaten                   | Nr.        | Afbeelding        |
| ----------------------------------------------------------------------------------------- | --------------------------- | ------------ | ------------------- | ----------------------------- | ---------- | ----------------- |
| Sober kerkgebouw met begraafplaats, lourdesgrot en perceel bos waarvan de kerk gebouwd is | jaren '30 van de 20ste eeuw | J.P. Dessing | Noordeinde 26 en 28 | 52° 11' 36" NB, 4° 46' 24" OL | 0569/WN037 | Meer afbeeldingen |

## Papenveer
De plaats Papenveer kent 2 gemeentelijke monumenten:
| Object                                                    | Bouwjaar | Architect | Locatie       | Coördinaten                   | Nr.                    | Afbeelding                                                |
| --------------------------------------------------------- | -------- | --------- | ------------- | ----------------------------- | ---------------------- | --------------------------------------------------------- |
| Stationsgebouw Papenveer , thans in gebruik als woonhuis. | ca. 1918 |           | Schilkerweg 1 | 52° 10' 57" NB, 4° 43' 44" OL | 0569/WN038 [dode link] | Stationsgebouw Papenveer , thans in gebruik als woonhuis. |
| Handbediende sluis                                        | 1898     |           | Sluispad      | 52° 11' 1" NB, 4° 43' 37" OL  | 0569/WN039             | Handbediende sluis                                        |

## Ter Aar
De plaats Ter Aar kent 6 gemeentelijke monumenten:
| Object | Bouwjaar                           | Architect | Locatie                  | Coördinaten                  | Nr.                    | Afbeelding |
| --- | ---------------------------------- | --------- | ------------------------ | ---------------------------- | ---------------------- | --- |
| Een laag pand met zadeldak, grotendeels met riet gedekt. Het dakvlak is aan de voorgevel beëindigd met zeer zware windveren en makelaar. |                                    |           | Aardamseweg 20           | 52° 10' 12" NB, 4° 42' 5" OL | 0569/WN040             | Een laag pand met zadeldak, grotendeels met riet gedekt. Het dakvlak is aan de voorgevel beëindigd met zeer zware windveren en makelaar. |
| Drie veenderswoningen | tweede helft van de 19e eeuw       |           | Aardamseweg 43, 45 en 47 | 52° 10' 7" NB, 4° 42' 15" OL | 0569/WN041 [dode link] | Drie veenderswoningen |
| Sluisje | 1913                               |           | Aardamseweg bij 32       | 52° 9' 56" NB, 4° 42' 36" OL | 0569/WN042             | Sluisje |
| Poldergemaal, monument van bedrijf en techniek                                                                                           | Het oudste gedeelte stamt uit 1894 |           | Hogedijk 10              | 52° 9' 35" NB, 4° 43' 41" OL | 0569/WN043 [dode link] | Upload foto |
| School, thans in gebruik als woonhuis.                                                                                                   | 1900                               |           | Kerkweg 5                | 52° 9' 56" NB, 4° 42' 40" OL | 0569/WN044 [dode link] | School, thans in gebruik als woonhuis.                                                                                                   |
| Gereformeerde kerk | 1912                               |           | Oostkanaalkade 2         | 52° 9' 55" NB, 4° 42' 37" OL | 0569/WN045             | Gereformeerde kerk |

## Zevenhoven
De plaats Zevenhoven kent 9 gemeentelijke monumenten:
| Object | Bouwjaar                       | Architect       | Locatie            | Coördinaten                   | Nr.        | Afbeelding |
| --- | ------------------------------ | --------------- | ------------------ | ----------------------------- | ---------- | --- |
| Pastorie, behorende bij de tegenover gelegen N.H.kerk, die door een gemetselde muur verhoogd met kolommen waartussen zich ijzeren staven bevinden, van de openbare weg is gescheiden.              | 1915                           |                 | Dorpsstraat 11     | 52° 10' 50" NB, 4° 46' 57" OL | 0569/WN046 | Pastorie, behorende bij de tegenover gelegen N.H.kerk, die door een gemetselde muur verhoogd met kolommen waartussen zich ijzeren staven bevinden, van de openbare weg is gescheiden. |
| Kerkgebouw dat in twee fasen tot stand is gekomen en waarvan het oudste deel uit het begin van de 19de eeuw dateert en de toren uit 1937. Rond het oudste deel van de kerk ligt een begraafplaats. | 19e eeuw, 1937                 |                 | Dorpsstraat 12     | 52° 10' 51" NB, 4° 46' 60" OL | 0569/WN047 | Meer afbeeldingen |
| Ensemble vrijstaande woningen op een door water omgeven terrein, dat bereikbaar is via een brug. Rond het pand is een erf aangelegd met grind en staat een beschermenswaardige beuken boom.        | 1879                           |                 | Dorpsstraat 14-16  | 52° 11' 53" NB, 4° 45' 26" OL | 0569/WN048 | Upload foto |
| Restant van een molen, gebouwd voor de waterbeheersing van de polder Zevenhoven. | begin 19de eeuw                |                 | Hogedijk 18        | 52° 11' 49" NB, 4° 48' 17" OL | 0569/WN049 | Restant van een molen, gebouwd voor de waterbeheersing van de polder Zevenhoven. |
| Gereformeerde kerk gebouwd in baksteen in kruisverband met een zadeldak dat haaks op de weg staat. Rond de kerk is het erf bedekt met grind.                                                       | 1905                           | Oliemans, R'dam | Stationsweg 15     | 52° 10' 45" NB, 4° 46' 50" OL | 0569/WN050 | Gereformeerde kerk gebouwd in baksteen in kruisverband met een zadeldak dat haaks op de weg staat. Rond de kerk is het erf bedekt met grind.                                          |
| Woonhuis gebouwd onder invloed van het Eclecticisme met erf dat grotendeels bedekt is met grind en door een hek van de openbare weg wordt gescheiden.                                              | 1905-1910                      |                 | Stationsweg 7      | 52° 10' 47" NB, 4° 46' 57" OL | 0569/WN051 | Woonhuis gebouwd onder invloed van het Eclecticisme met erf dat grotendeels bedekt is met grind en door een hek van de openbare weg wordt gescheiden.                                 |
| Vrijstaande boerderij "Ons Genoegen" en een naastgelegen bakstenen schuur | eind 19de eeuw                 |                 | Zuideinde 11       | 52° 10' 47" NB, 4° 47' 3" OL  | 0569/WN052 | Vrijstaande boerderij "Ons Genoegen" en een naastgelegen bakstenen schuur |
| Woonhuis gebouwd onder invloed van het Eclecticisme en bestaande uit begane grond en zolderverdieping met een zadeldak gedekt met gesmoorde opnieuw verbeterde Hollandse pannen.                   | eerste kwart van de 20ste eeuw |                 | Zuideinde 24       | 52° 10' 45" NB, 4° 47' 4" OL  | 0569/WN053 | Woonhuis gebouwd onder invloed van het Eclecticisme en bestaande uit begane grond en zolderverdieping met een zadeldak gedekt met gesmoorde opnieuw verbeterde Hollandse pannen.      |
| Houten elektriciteit palen aan het Zuideinde en de Molenweg, die het tracé markeren waarlangs de elektriciteitsvoorziening werd verzorgd.                                                          |                                |                 | Zuideinde/Molenweg | 52° 10' 19" NB, 4° 48' 25" OL | 0569/WN054 | Houten elektriciteit palen aan het Zuideinde en de Molenweg, die het tracé markeren waarlangs de elektriciteitsvoorziening werd verzorgd.                                             |